# Azotan srebra
Azotan srebra (łac. argenti nitras; lapis od łac. lapis infernalis – kamień piekielny) – nieorganiczny związek chemiczny, sól kwasu azotowego i srebra. Związek ten został odkryty przez Alberta Wielkiego.

## Otrzymywanie
Powstaje łatwo w reakcji kwasu azotowego o dowolnym stężeniu z metalicznym srebrem, z wydzieleniem tlenków azotu:
(1)   3Ag + 4HNO
3 → 3AgNO
3 + NO↑ + 2H
2O
lub:
(2)   4Ag + 6HNO
3 → 4AgNO
3 + NO↑ + NO
2↑ + 3H
2O
W praktyce reakcja przebiega równolegle wg obu równań. 
Wydajne roztwarzanie srebra w kwasie azotowym wymaga jego stężenia > 3 M w temperaturze 20 °C lub > 1 M przy 100 °C. Reakcja przebiega najszybciej przy stężeniu kwasu 8–10 M.
W warunkach przemysłowych reakcję prowadzi się na gorąco, stosując kwas średnio stężony (32%). NO
2 powstający w reakcji (2) można wykorzystywać do odtwarzania kwasu azotowego (dawniej tlenki azotu rozkładano termicznie do azotu i tlenu, co jest jednak nieopłacalne):
3NO
2 + H
2O → 2HNO
3 + NO
Przy całkowitym odzysku proces opisuje równanie (1). Tlenek azotu NO utlenia się na powietrzu do dwutlenku NO
2. Utlenianie przeprowadza się także przepuszczając tlen przez reaktor:
4Ag + 4HNO
3 + O
2 → 4AgNO
3 + 2H
2O

## Właściwości
Azotan srebra jest bezbarwnym, krystalicznym ciałem stałym o gęstości 4,35 g/cm³. Jest bardzo dobrze rozpuszczalny w wodzie, co jest wyjątkiem wśród soli srebra(I), których rozpuszczalność rzadko przekracza 1 g na 100 g H
2O. Rozpuszczalność AgNO
3 bardzo szybko wzrasta z temperaturą: dla 0 °C wynosi 120 g na 100 g H
2O, dla 20 °C – 215 g, dla 80 °C – 669 g, a dla 100 °C – 1024 g. Odczyn roztworu jest lekko kwasowy. Azotan srebra topi się w temperaturze 212 °C. Po podgrzaniu powyżej 440 °C rozkłada się z wydzieleniem srebra, dwutlenku azotu i tlenu:
2AgNO
3 → 2Ag + 2NO
2↑ + O
2↑

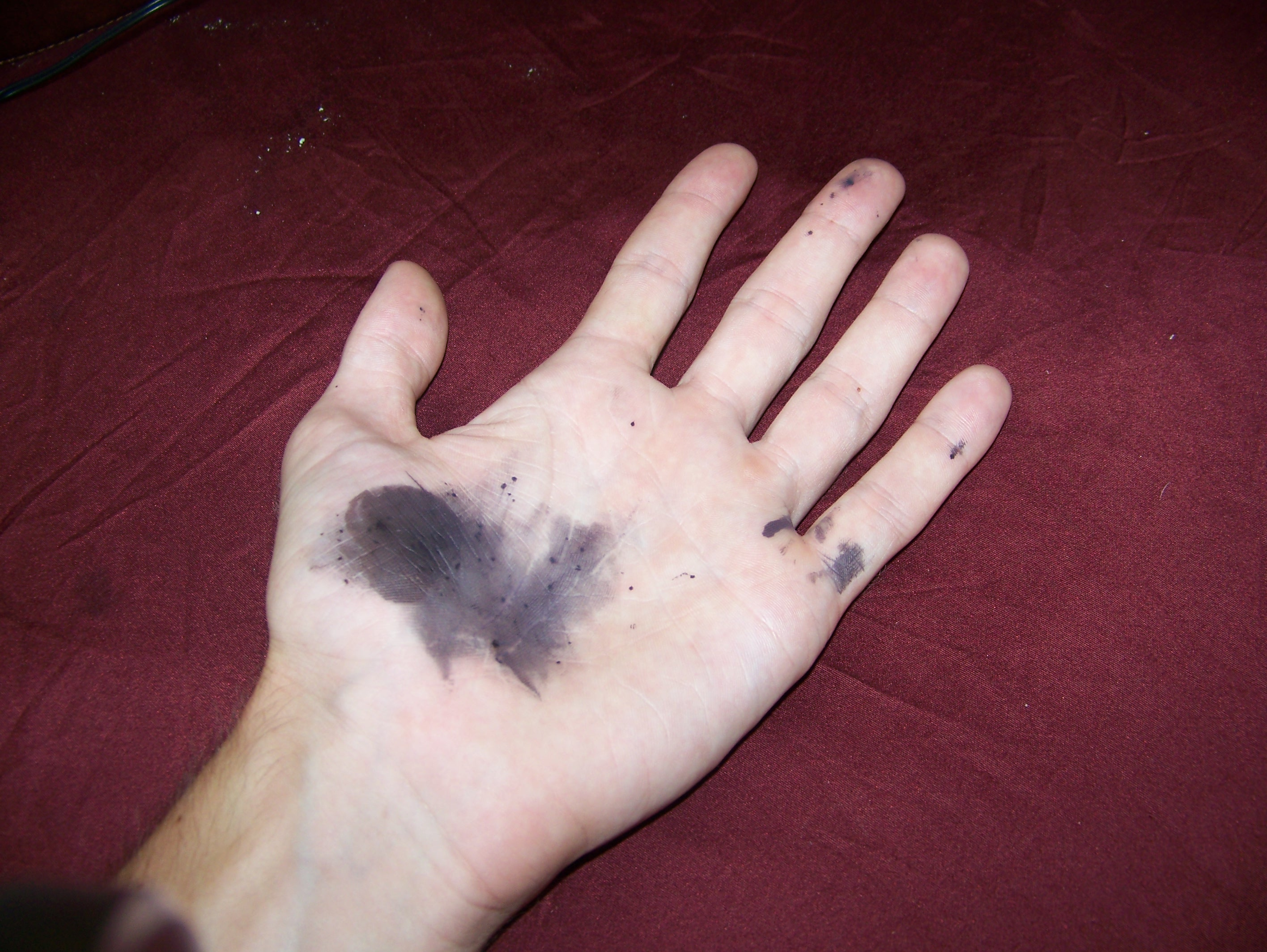
Ręka po kontakcie z azotanem srebra

Azotan srebra ma właściwości utleniające. Działa żrąco na skórę, pozostawiając trudne do usunięcia czarne plamy z rozdrobnionego metalicznego srebra (co było przyczyną nadania mu nazwy „kamień piekielny”).

## Zastosowania
Służy do otrzymywania innych związków srebra. Jest używany w chemii analitycznej np. do wykrywania aldehydów (próba Tollensa). Używa się go także do srebrzenia luster, do otrzymywania halogenków srebra (przede wszystkim bromku srebra) używanych jako substancje światłoczułe w technice fotograficznej, do produkcji materiałów wybuchowych (np. acetylenek srebra).
Ze względu na właściwości bakteriobójcze i przyżegające, od początku XX w. azotan srebra jest stosowany w medycynie jako środek antyseptyczny np. podczas zabiegu Credégo, lapisowania zębów, a także do kauteryzacji. Jest składnikiem maści stosowanej w trudno gojących się ranach (Unguentum Argentii nitratis compositum tzw. maść Mikulicza). Preparaty farmaceutyczne azotanu srebra mogą zawierać znaczne ilości azotanu potasu jako substancji pomocniczej, np. pałeczki „Lapis” (Argentum nitricum cum Kalio nitrico in bacillis) zawierające 33,33% azotanu srebra i 66,67% azotanu potasu, z kolei sprzedawany w Polsce (przez m.in. DOZ, CEFARM) sztyft Lapis Diabelski Kamyk zawiera 97 cz. azotanu srebra i 3 cz. azotanu potasu.